# Львівські авіалінії
Львівські авіалінії (англ. Lviv Airlines) — колишня українська авіакомпанія, що існувала протягом 1993—2011 рр. Базовим летовищем був Львівський Міжнародний Аеропорт.

## Історія

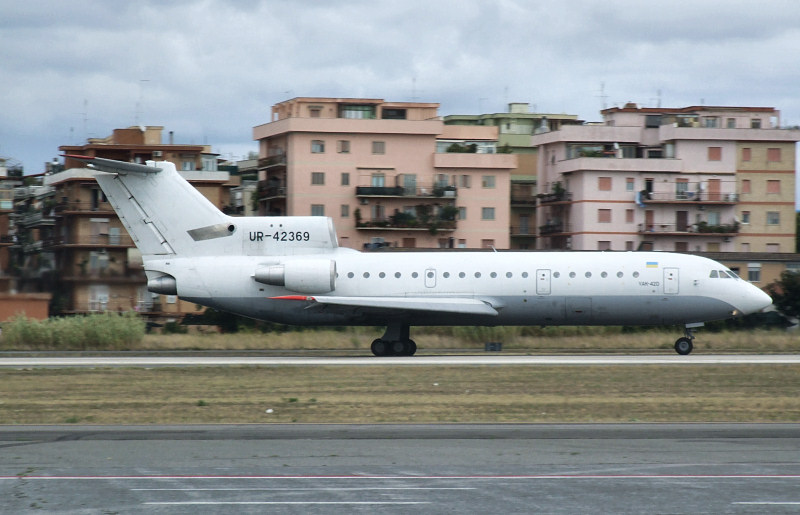
Як-42 Львівських авіаліній в римському аеропорту «Чіампіно», 16 вересня 2006

Львівські авіалінії були створені компанією Air Ukraine в 1993 році, шляхом викоремлення з львівського окремого авіазагону Аерофлоту України. 
Найменування авіапідприємства: 
- Повне - Державне авіапідприємство "Львівські  авіалінії"
- Скорочене - ДАП "Львівські авіалінії"[2].

Авіакомпанія виконувала внутрішні та міжнародні пасажирські перевезення, а також чартерні вантажні . 
У березні 1995 року Міністерство оборони України передало авіакомпанії 2 літаки Іл-76МД, та 2 Ан-12БК в обмін на 47 квартир. 
У 1999 році було передано два  літаки  ІЛ-76МД  та  чотири  авіаційні  двигуни Д-ЗОКП-2 в обмін на квартири для військовослужбовців.
У 2001 році підприємство було збитковим на 1,6  млн.грн. 
У 2002 році частка внутрішніх перевезень становила 8.7%. У серпні 2003 року ця частка становила до 5,6%. 
У 2004 році підприємство було передане в сферу управління Державіаслужби. 
У 2006 році підприємство було передане у сферу управління Мінтрансзв'язку. 
Кількість працівників за 2006 рік становила 453 особи. У березні 2007 року штат компанії налічував 446 співробітників.  
У 2006 році авіакомпанією «Львівські авіалінії» було виконано 2,6 тис. комерційних рейсів, що менше порівняно з 3,1 тис. у 2005 році. Кількість перевезених пасажирів зменшилася майже на чверть — зі 140 тис. до 106,5 тис. осіб. Обсяги перевезених вантажів і пошти у 2006 році становили лише 21 тонну проти 114 тонн у попередньому році.  
З 25 листопада 2006 р. відмінились регулярні рейси, на перевагу чартерам.  
З квітня 2008 року підприємство активізувало свою діяльність: було виконано 184 чартерні рейси, перевезено близько 14 тис. пасажирів. У серпні 2008 року авіакомпанія отримала підтвердження сертифіката експлуатанта. Цього ж року до Державіаадміністрації було подано план невідкладних заходів із виведення ДП «Львівські авіалінії» з кризового стану.
З 2006 року авіакомпанія мала фінансові проблеми і заборгованість перед працівниками по зарплаті.
У 2008 році загальна кредиторська заборгованість підприємства зменшилася на 4,7 млн грн — з 34,98 до 30,3 млн грн. Проведено реструктуризацію боргів перед кредиторами за період 2000–2006 років і складено графік їх погашення. Також було розроблено та подано на затвердження план першочергових і невідкладних заходів щодо стабілізації фінансового стану підприємства.
З 2009 року авіакомпанія більше не виконувала регулярні рейси. 
Їхній єдиний літак Як-42, що залишився, використовувався для чартерних рейсів, переважно для авіакомпаній Аеросвіт і ДонбасАеро.  
За підсумками 2010 року підприємство збільшило розмір чистого збитку в 7,86 разів - до 11,619 мільйона гривень. Довгострокові зобов'язання перевізника за вказаний період виросли майже вдвічі - до 20,4 мільйона гривень.  
З 2007 по 2010 роки директором Львівських авіаліній був Дмитро Чевердюк.  
З 2010 року директором Львівських авіаліній був Бєлоусов Валерій Володимирович.  

### Авіаційно-технічний сервіс
На базі авіакомпанії та у співпраці із Львівським державним авіаційно-ремонтним заводом була створена сертифікована організація з технічного обслуговування та поточного ремонту повітряних суден - Авіаційно-технічна база (АТБ) .
АТБ виконувало технічне обслуговування та поточний ремонт повітряних суден :
- Ан-24 та його модифікацій
- Ан-26, Б
- Іл-18, Д
- Як-42, Д, МЛ
- Ан-12, БК
- Іл-76Т, ТД, МД.

по всіх видах оперативного та періодичного регламенту, включаючи ТО-10000 (середній ремонт) літаків Як-42, продовження ресурсів літакам вказаних типів. Також виконувались наступні роботи:
- технічне обслуговування
- перевірки на НТП
- відновлювальний ремонт
- усунення дефектів
- доробки по бюлетенях
- на агрегатах та комплектуючих виробах, які встановлені на літаках згаданих типів, а також на повітряних суднах інших типів, які мають аналогічні вироби окремо від повітряних суден
- доробки та модернізацію авіаційної техніки по бюлетенях та рішеннях розробника та виготовлювача авіатехніки
- виконання сертифікованим персоналом неруйнівних видів контролю стану авіаційної техніки :
  - вихрострумовий
  - акустичний
  - магнітний
  - оптичний
  - капілярний
- обробка інформації бортових систем реєстрації на МСРП – 12 - 96, МСРП-64, КЗ-63, МС-61Б, Марс БМ.

### Ліквідація
Авіалінія була ліквідована у 2011 році, згідно з 
|  | Наказом Міністерства інфраструктури України №496 від 03 листопада 2011 року прийнято рішення про припинення шляхом ліквідації державного авіапідприємства «Львівські авіалінії» (код ЄДРПОУ – 01130644; юридична адреса: аеропорт ЦА, м. Львів, 79000 р/р 2600446644 у ПАТ АКБ «Львів» МФО 325268) |

## Маршрути

### Регулярні рейси
У різні роки зі Львову виконувались регулярні рейси по таким напрямкам:
- Україна
  - Львів (Львів (аеропорт))
  - Київ
    - Бориспіль (аеропорт)
    - Жуляни

  - Сімферополь (Сімферополь (аеропорт))
  - Дніпро (Дніпро (аеропорт))
- Італія
  - Неаполь (Неаполь (аеропорт))[24]
  - Рим (Рим-Чіампіно)[25]
  - Брешія (Брешія (аеропорт))
- Португалія
  - Лісабон (Лісабон (аеропорт))[24]
- Іспанія
  - Мадрид (Мадрид (аеропорт))[24]
- Польща
  - Варшава (Варшава-Шопен(аеропорт))
- Туреччина
  - Даламан (Даламан (аеропорт))
- Росія
  - Москва
    - Москва-Домодєдово (аеропорт)[26]
    - Москва-Внуково[27]

  - Тюмєнь (Тюмєнь (аеропорт))
- Грузія
  - Тбілісі (Тбілісі (аеропорт))
- Азербайджан
  - Баку[28]

В 2007 році планувалось відкриття рейсу Харків — Москва.

### Нерегулярні (чартерні) перевезення
Авіакомпанія займалась чартерними вантажними та пасажирськими (з 2009 року) перевезеннями. 
Іл-18, реєстраційним номером UR-BXD, виконував чартерні рейси в Африці, Азії та Європі. 
За угодою 28 січня 1994 з компанією Авіарос, Як-42 виконували рейси у Нігерії.
У 2008-2009 роках літаком Як-42Д здійснювались чартерні рейси із аеропорту Чернівці за маршрутами: Чернівці — Бергамо — Чернівці, Чернівці — Неаполь — Болонья — Чернівці, Чернівці — Анталія — Луганськ — Анталія — Чернівці, Чернівці — Анталія — Чернівці, Чернівці — Мілан — Чернівці, Чернівці — Ріміні— Неаполь,Чернівці — Баку — Чернівці, Чернівці — Афіни — Чернівці, Чернівці — Неаполь — Чернівці.
З аеропорту Івано-Франківськ здійснювались чартерні рейси Івано-Франківськ — Анталія — Івано-Франківськ.
З аеропорту Жуляни здійснювались чартерні рейси Київ — Львів — Неаполь.
З аеропорту Львів здійснювались рейси: Львів — Спліт — Львів, Львів — Рієка — Львів, Львів — Пула — Львів, Львів — Тіват — Львів.
Загалом літаки компанії приземлялись у таких аеропортах:
- Україна
  - Чернівці
- Німеччина
  - Дюссельдорф (аеропорт)
  - Берлін-Шенефельд
  - Нюрнберг (аеропорт)
  - Штутгарт (аеропорт)
- Бельгія
  - Остенде-Брюгге (аеропорт)
- Угорщина
  - Будапешт (аеропорт)
- Італія
  - Мілан-Мальпенса
  - Оріо-аль-Серіо (аеропорт)
  - Болонья (аеропорт)
- Сербія
  - Белград (аеропорт)
- Бразилія
  - Ріо-де-Жанейро-Галеан
- Туреччина
  - Ататюрк (аеропорт)
  - Стамбул-Сабіха Гьокчен
- Люксембург
  - Люксембург (аеропорт)
- Данія
  - Копенгаген (аеропорт)
- Іспанія
  - Жирона (аеропорт)
- Австрія
  - Відень (аеропорт)
- Мальта
  - Мальта (аеропорт)
- Велика Британія
  - Глазго (аеропорт)
- Швейцарія
  - Цюрих (аеропорт)
  - Женева (аеропорт)
- Хорватія
  - Загреб (аеропорт)
  - Пула (аеропорт)
- Болгарія
  - Бургас[37]
- Чорногорія
  - Тиват (аеропорт)
- Греція
  - Афіни (аеропорт)
- Іран
  - Тегеран (аеропорт)
- Ірак
  - Багдад (аеропорт)

Також у 2006 році виконувались вантажні рейси у Африку.

## Флот

### Ліврея

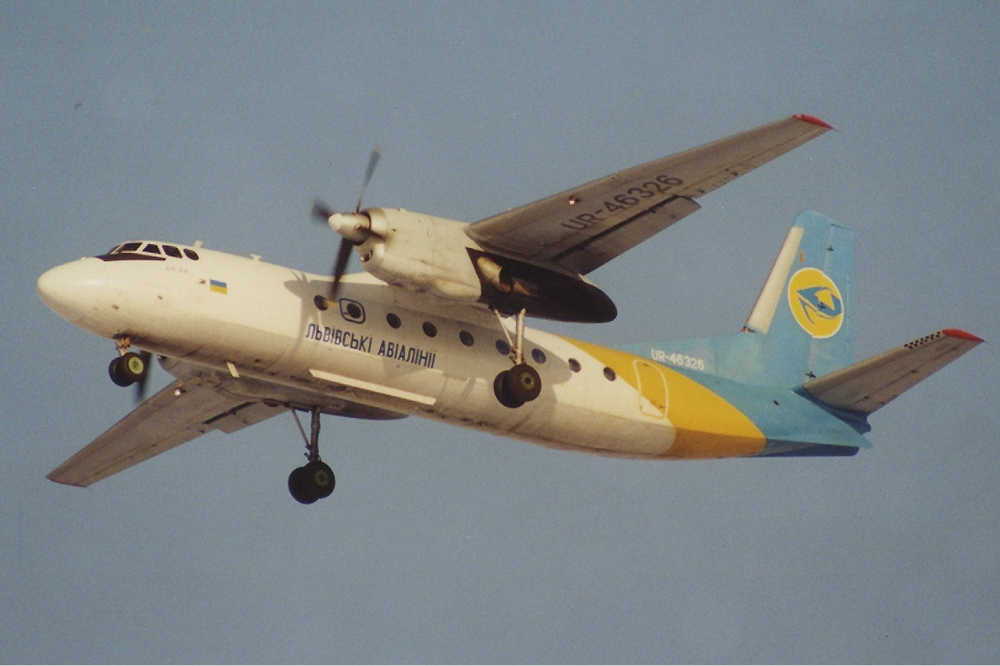

Ліврея Львівських авіаліній поєднувала елементи української національної символіки з впізнаваним корпоративним стилем компанії.
На фюзеляжі літаків компанії було нанесено напис «ЛЬВІВСЬКІ АВІАЛІНІЇ» українською мовою синім кольором, а на деяких варіантах також і англійською — «LVIV AIRLINES». Напис розміщувався у передній частині фюзеляжу над вікнами пасажирського салону.
На вертикальному стабілізаторі розміщувався логотип компанії — стилізоване жовте зображення птаха, що злітає, на синьому тлі кола, нагадуючи сонце та небо.
Державний прапор України був зображений на фюзеляжі біля кабіни пілотів, одразу поруч із написом моделі літака (наприклад, ЯК-42Д або АН-24).
На нижній частині фюзеляжу використовувався сірий або металік колір, що контрастував із основною білою верхньою частиною. Для деяких турбогвинтових літаків Ан-24 використовувалося розширене кольорове оформлення — хвостова частина була пофарбована у синій колір, з переходом через жовтий елемент до основного білого корпусу, утворюючи плавний градієнт, що символізував національні кольори України.
Бортові номери (наприклад, UR-42403 або UR-46326) розміщувалися на хвості літака та в інших стандартних місцях.

### Повітряні судна
Загалом в ангарі компанії було сім літаків Як-42, шість — Ан-24, два — Ан-12, три — Іл-76.
Станом на березень 2007 флот авіакомпанії налічував 16 літаків:
- 8 Як-42
- 6 Ан-24
- 1 Ан-12
- 1 Іл-18

У 2007 році літаки Як-42 були виставлені на аукціон і продані. У 2008 році на аукціон виставлялись Іл-76МД.
Станом на вересень 2009 флот авіакомпанії налічував один Як-42. У 2010 році озвучувались плани взяти у лізинг літаки Ан-148.
Усього в флоті авіакомпанії було
- 9 Як-42
- 3 Іл-76
- 2 Ан-12
- 1 Іл-18
- 3 Ан-24
- 1 Мі-2

| Бортовий номер | Рік випуску | Перший політ | Вік (на 2025 рік) | Стан                       | Експлуатант         |
| -------------- | ----------- | ------------ | ----------------- | -------------------------- | ------------------- |
| UR-42527       | 1981        | 1981         | 44                | на зберіганні (у Львові)   | Львівські авіалінії |
| UR-42540       | 1985        | 1985         | 40                | на зберіганні (у Львові)   | Львівські авіалінії |
| UR-42544       | 1981        | 1985         | 40                | на зберіганні (у Львові)   | Львівські авіалінії |
| UR-42317       | 1982        | 1982         | 43                | на зберіганні (у Биковому) | Російська Федерація |
| UR-42334       | 1986        | 1986         | 39                | катастрофа (Салоніки)      | Львівські авіалінії |
| UR-42358       | 1988        | 1988         | 37                | на зберіганні (у Львові)   | Львівські авіалінії |
| UR-42369       | 1989        | 1989         | 36                | на зберіганні (у Львові)   | Львівські авіалінії |
| UR-42403       | 1991        | 1991         | 34                | на зберіганні (у Львові)   | Львівські авіалінії |
| UR-KBR         | 1994        | 1994         | 31                | в експлуатації             | JetTour-IJT         |

| Бортовий номер | Рік випуску | Перший політ | Стан                 | Експлуатант         |
| -------------- | ----------- | ------------ | -------------------- | ------------------- |
| UR-76717       | 1987        | 1987         | аварія (пошкоджений) | Львівські авіалінії |
| UR-76778       | 1988        | 1988         | в експлуатації       | V-Bird Avia         |

| Бортовий номер | Рік випуску | Перший політ | Стан                     | Експлуатант         |
| -------------- | ----------- | ------------ | ------------------------ | ------------------- |
| UR-46569       | 1967        | 1967         | списаний у 2008          | Львівські авіалінії |
| UR-46301       | 1969        | 1969         | на зберіганні (у Львові) | Львівські авіалінії |
| UR-46326       | 1969        | 1969         | на зберіганні (у Львові) | Львівські авіалінії |

| Бортовий номер | Рік випуску | Перший політ | Стан       | Експлуатант        |
| -------------- | ----------- | ------------ | ---------- | ------------------ |
| UR-CAH         | 1968        | 1968         | катастрофа | Меридіан (Україна) |

| Бортовий номер | Рік випуску | Перший політ | Стан                     | Експлуатант         |
| -------------- | ----------- | ------------ | ------------------------ | ------------------- |
| UR-BKL         | —           | —            | катастрофа (Перемишляни) | Львівські авіалінії |

## Аварії та Катастрофи
- 17 грудня 1997 року літак Львівських авіаліній (фактичний перевізник) Як-42, номер UR-42334, що виконував рейс «Аеросвіту» (перевізник за договором) VV241, розбився біля міста Салоніки (Греція). Загинули всі 62 пасажири і 8 членів екіпажу[42].
- 27 липня 2002 року на авіашоу літак Су-27УБ під час здійснення маневрів вищого пілотажу на низькій висоті при падінні правим крилом зачепив штурманський ліхтар Іл-76МД, Літак зазнав ушкоджень і був виключений із використання. У січні 2012 року був утилізований[43].
- 4 березня 2003 року вертоліт Мі-2, UR-BKL, виконував політ із аеродрому Броди по заявці замовника із обслуговування нафтопроводу Броди - Бібрка - Дрогобич - Самбір[44]. Під час підготовки до польоту було допущено перевантаження злітної маси на 117 кг. У результаті польоту вертоліт втратив керованість близько Перемишлян і зіткнувся із землею. Пілот загинув[45].

## Галерея

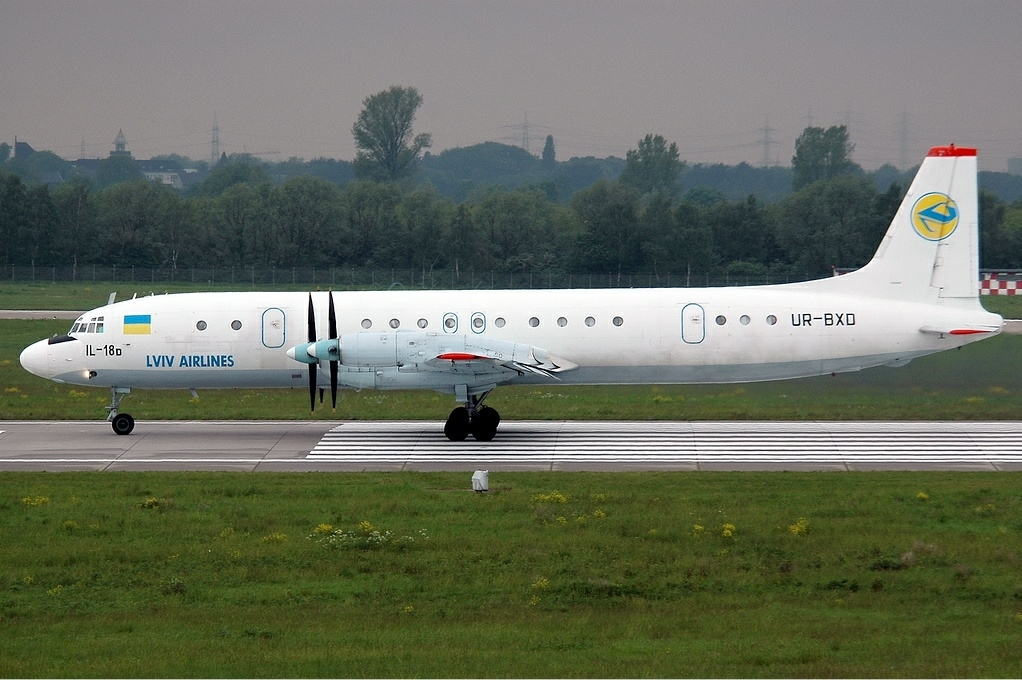
Іл-18
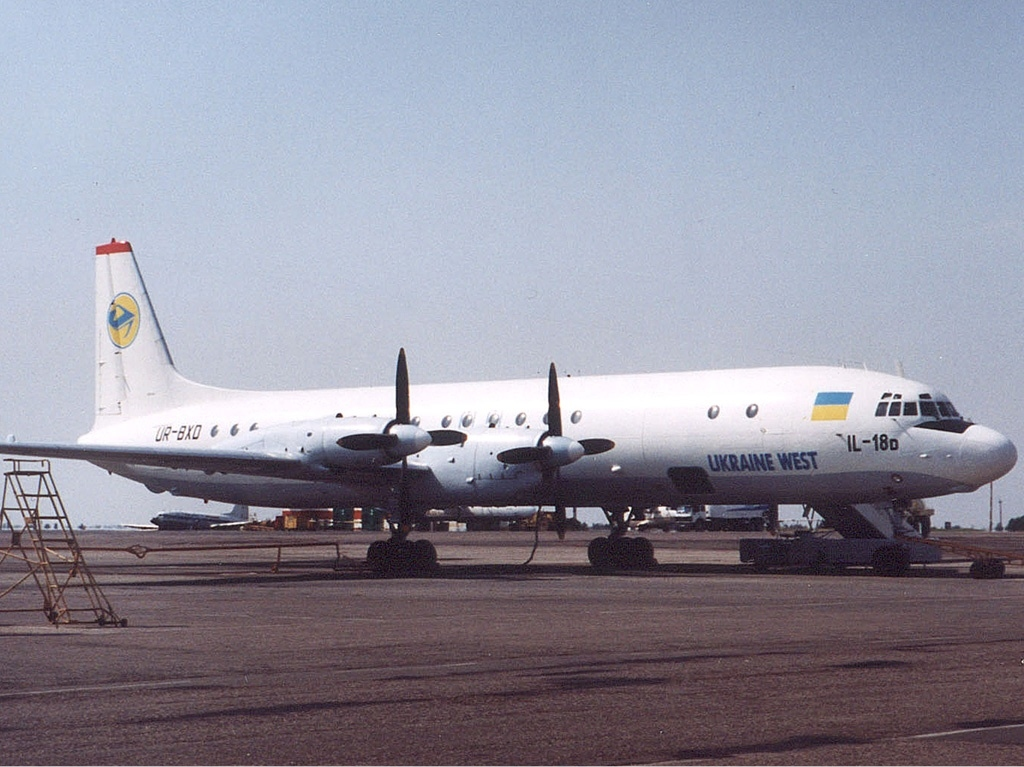
Іл-18
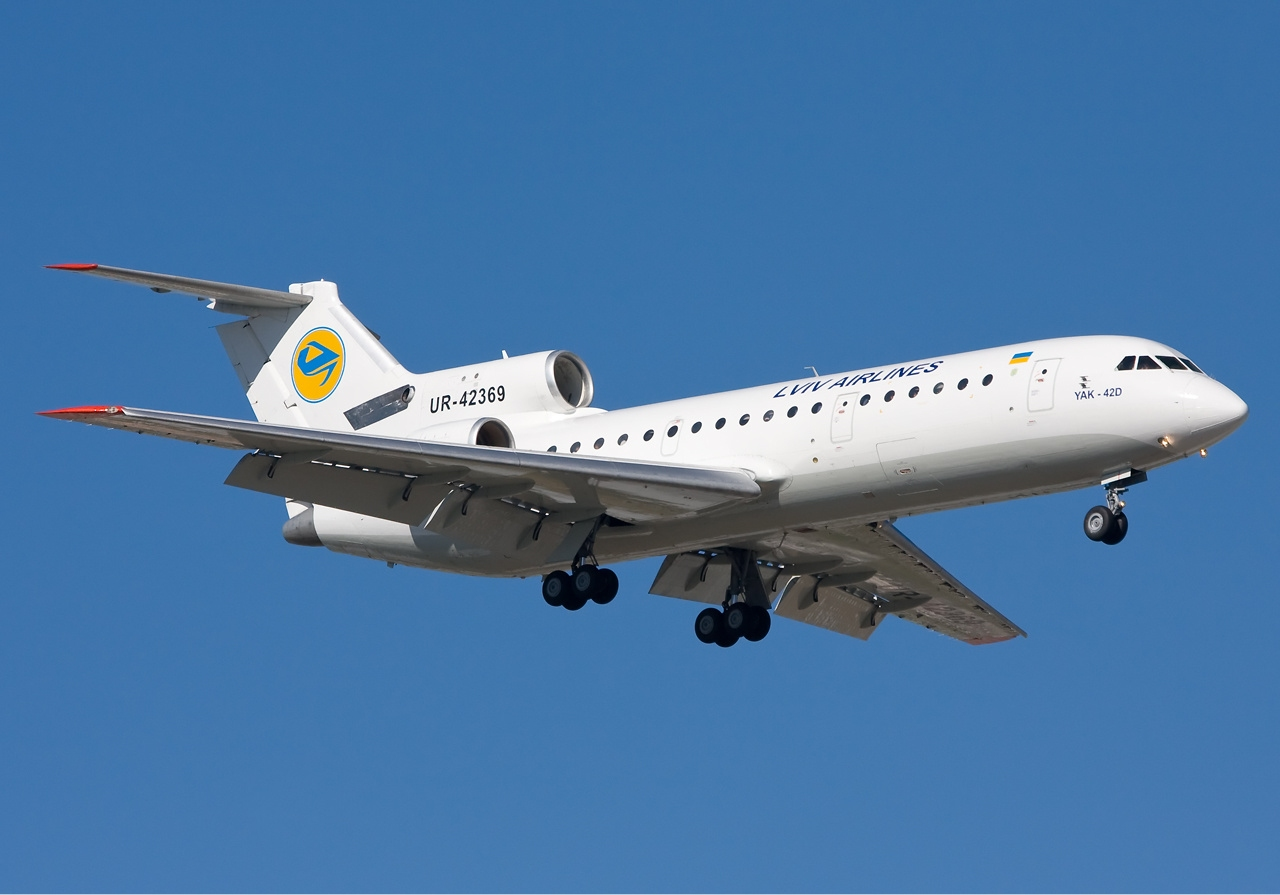
Як-42
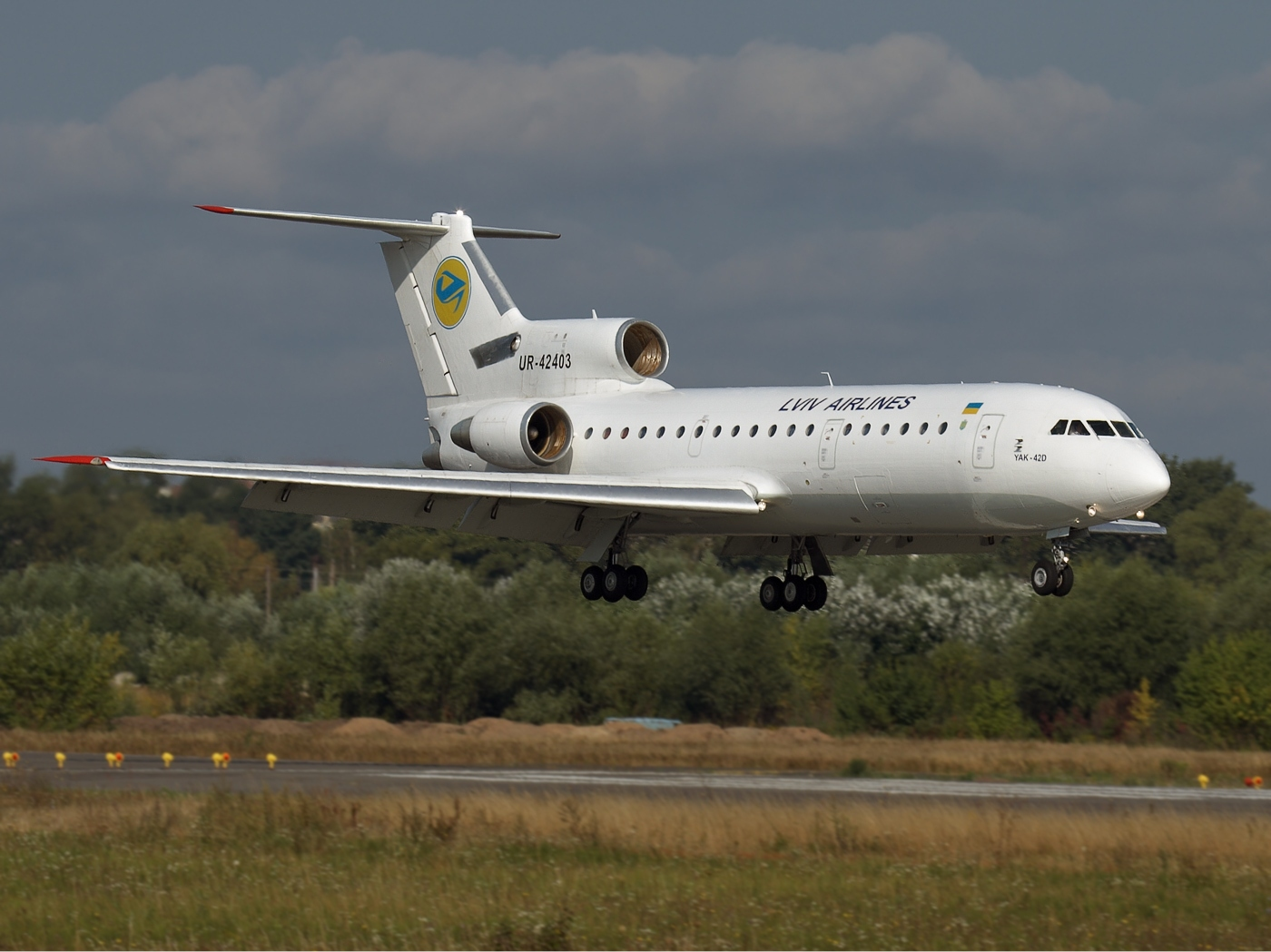
Як-42Д
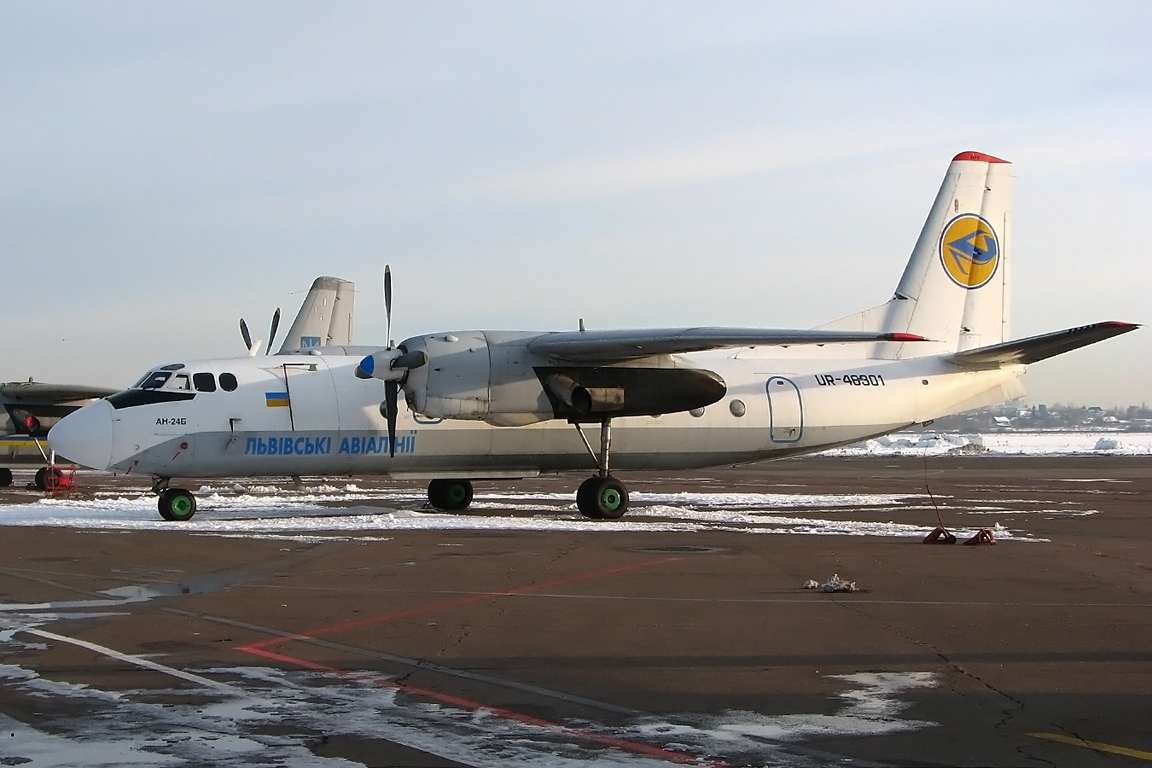
Ан-24 у Жулянах

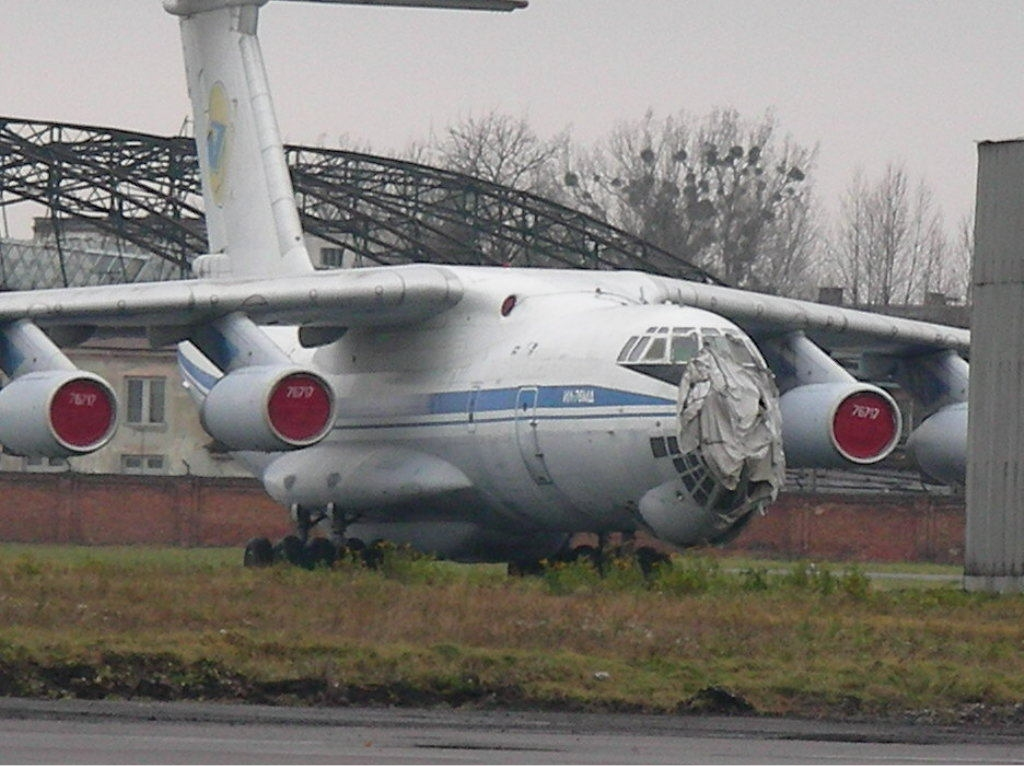
Пошкоджений у Скнилівській авіакатастрофі Іл-76МД